# Col des Géants
Ne doit pas être confondu avec Col du Géant.
Le col des Géants, parfois appelé col des Jaillants, est un col routier situé dans le Massif central en France. À une altitude de 824 mètres, il se trouve en région Nouvelle-Aquitaine, dans le département de la Corrèze, au cœur des Monédières.

## Géographie

### Situation
Le col se trouve sur la route départementale 128, à une cinquantaine de mètres à l'ouest de l'intersection avec la route départementale 32. Il se trouve au sud-ouest du territoire de la commune de Pradines et dans le parc naturel régional de Millevaches en Limousin. 

### Faune et flore
Localisée entre les départementales 128 et 32, en direction de Chaumeil depuis le col des Géants, à 844 mètres d'altitude, précisément au puy de Vérières, la lande de Vietheil constitue une des landes les mieux conservées des Monédières. 

## Histoire

### Fanum des Jaillants
Le site gallo-romain des Jaillants est à proximité immédiate. Il s'agit de deux temples, des fanums édifiés côte à côte durant le Ier siècle de notre ère.
Le site, lieu sauvage par excellence, n'était guère propice à l'habitat mais présentait une forte charge affective pour des populations qui vénéraient les forces de la nature. Les ruines d'un des deux temples sont visibles à environ deux cents mètres au nord-ouest de la croix de Corrèze.

### Croix de Corrèze
L'endroit est marqué par une croix dite « de Corrèze », sculptée dans un bloc de granite et disposée entre deux hêtres de belles dimensions. Cette croix monolithique est un menhir retaillé mesurant 1,55 m de hauteur. Avec ses bras courts, elle s'apparente à la croix de Malte. L'année 1805 y est gravée sur la base en granite ; elle correspond à l'année d'un relèvement.
Située non loin du lieu-dit Vietheil, sur la commune de Pradines, elle est le témoin de la délimitation des paroisses qui se met en place à partir de l'an mil.

## Cyclisme
Le col des Géants constituait l'ascension majeure du critérium cycliste en circuit du Bol d'or des Monédières, créé en 1952 par l'accordéoniste Jean Ségurel. Cette course se déroulait jusqu'en 2002 sur un circuit de 21,4 km dans le massif des Monédières et a compté parmi les vainqueurs Jacques Anquetil, Raymond Poulidor, Bernard Hinault, Laurent Fignon, Laurent Jalabert, Cédric Vasseur...
Le col des Géants a été escaladé à plusieurs reprises par les coureurs du Tour du Limousin-Nouvelle-Aquitaine. Il est franchi pour la première fois par le Tour de France 2020 (décalé fin août du fait de la crise du Covid-19), lors de la 12e étape, dont l'arrivée se fait à Sarran, sans toutefois être classé au Grand Prix de la montagne.